# Thomas Platzer
Thomas Platzer (* Oktober 1969 in München-Bogenhausen) ist ein ehemaliger deutscher Skeletonfahrer.
Thomas Platzer war einer der erfolgreichsten deutschen Skeletonpiloten der 1990er Jahre. Seine größten Erfolge erreichte er in der ersten Hälfte des Jahrzehnts, als er 1990 und 1991 die Deutschen Meistertitel gewann und 1992 den Zweiten Rang belegte. Dreimal nahm er von 1990 bis 1993 an Skeleton-Weltmeisterschaften teil und erreichte immer Platzierungen in den Top Ten. Auf der Kunsteisbahn Königssee verpasste er 1990 als Viertplatzierter eine Medaille nur knapp. Dieselbe Platzierung erreichte er an selber Stelle auch 1992 im Skeleton-Weltcup und damit auch sein bestes Ergebnis in diesem Wettbewerb. 1991 und 1992 war er parallel dazu Anschieber für den Bobfahrer Sepp Dostthaler. 1993 konzentrierte sich ganz auf den Bobsport und war von 1994 bis 1998 bei Dostthaler Anschieber und Mitglied der Sportfördergruppe der Bundeswehr. Er ging von 1998 bis 2002 als Anschieber zu Christoph Langen und wurde mit ihm 1999 Europameister im Viererbob.
Am 1. November 2002 wurde Platzer bei einer unangemeldeten Dopingkontrolle positiv auf Stanozolol getestet, das auch der Sprinter Ben Johnson verwendet hatte, und daraufhin vom deutschen Verband für ein Jahr national und zwei Jahre international gesperrt. Daraufhin beendete er seine Karriere und rückte 2004 in den Stab des Verbandes auf und war dort für Materialfragen zuständig. Von 2005 bis 2008 war er Trainer der russischen Skeletonmannschaft, von 2009 bis 2010 Trainer der österreichischen Skeletonverband und von 2010 bis 2016 wieder Trainer der russischen Skeletonmannschaft.
Im Juli 2024 übernahm er den Vorsitz des Krefelder Regionalligisten KFC Uerdingen 05. Parallel dazu führt er eine Fußballschule in Erding und fungiert als Geschäftsführer eines Unternehmens mit 8 Filialen.